# Dorig
Le dorig est une langue parlée par 300 personnes au nord du Vanuatu, dans le sud-est de Gaua dans les îles Banks.
Comme toutes les langues autochtones du Vanuatu, le dorig appartient au groupe des langues océaniennes, lui-même une branche de la grande famille des langues austronésiennes.

## Nom
Le nom dorig provient du village de Dorig [ⁿdʊˈriɰ] sur la côte sud de Gaua, où se trouve l’essentiel de la population parlant cette langue.
La même langue a été désignée, dans la littérature, sous le nom de wetamut, du nom d'un ancien dialecte [wɛtamʊt] aujourd’hui éteint.

## Prononciation et écriture
Les conventions orthographiques employées sont présentées dans les tableaux ci-dessous, à côté de la prononciation correspondante.

### Voyelles
Le dorig a huit voyelles : sept brèves et une longue.
|             | Antérieures | Centrales     | Postérieures |
| ----------- | ----------- | ------------- | ------------ |
| Fermées     | /i/ i       |               | /u/ u        |
| Pré-fermées | /ɪ/ ē       |               | /ʊ/ ō        |
| Mi-ouvertes | /ɛ/ e       |               | /ɔ/ o        |
| Ouvertes    |             | /a/ a, /aː/ ā |              |

Le dorig, comme quinze autres langues de la région, a perdu les voyelles qui n’étaient pas accentuées ; en contrepartie, un phénomène de métaphonie a augmenté l’inventaire vocalique des cinq voyelles du proto-océanien à huit voyelles (en comptant la voyelle longue).

### Consonnes
Le dorig a quinze consonnes.
|                    | Labio-vélaires | Bilabiales | Alvéolaires | Vélaires |
| ------------------ | -------------- | ---------- | ----------- | -------- |
| Occlusives sourdes | /k͡pʷ/ q        |            | /t/ t       | /k/ k    |
| Occlusives sonores |                | /ᵐb/ b     | /ⁿd/ d      |          |
| Fricatives         |                | /β/ v      | /s/ s       | /ɣ/ g    |
| Nasales            | /ŋ͡mʷ/ m̄        | /m/ m      | /n/ n       | /ŋ/ n̄    |
| Roulée             |                |            | /r/ r       |          |
| Latérale           |                |            | /l/ l       |          |
| Semi-voyelle       | /w/ w          |            |             |          |

Les occlusives prénasalisées (/ᵐb/ et /ⁿd/) perdent leur composante nasale après une occlusive sourde : ainsi, tbēn̄ /tᵐbɪŋ/ (« fermer ») est réalisé [tbɪŋ].
La perte des voyelles non accentuées fait que de nombreux mots commencent par deux consonnes. Une particularité inhabituelle du dorig est qu’un mot peut commencer par n’importe quelle paire de consonnes : on a ainsi des mots tels que dm̄ug /ⁿdŋ͡mʷuɣ/ (« moustique »), mke /mkɛ/ (« au-dessus »), rm̄os /rŋ͡mʷɔs/ (« filao »), wsa /wsa/ (« œuf ») ou n̄n̄is /ŋŋis/ (« disparaître »).